# Maddalen Iriarte
Maddalen Iriarte Okiñena (Sant Sebastià, 1963) és una periodista i política basca. Ha realitzat la seva trajectòria professional en euskera. Abans del seu pas a la política, va ser directora i presentadora del programa Azpimarra de la televisió pública basca. Compromesa amb iniciatives polítiques i socials per la pau i la igualtat, no està afiliada a cap partit polític. Va encapçalar la candidatura d'EH Bildu per la circumscripció de Guipúscoa per a les eleccions al Parlament Basc de 2016, i fou la candidata a Lehendakari del partit de l'esquerra abertzale a les eleccions al Parlament Basc de 2020.

## Biografia
Va néixer a Sant Sebastià i va estudiar Dret, encara que des de jove es va decantar pels mitjans de comunicació.

### Trajectòria professional
Va començar la seva carrera periodística el 1981, i amb 18 anys va començar a col·laborar amb la ràdio Loiola Herri Irratia (Ràdio Popular) quan era estudiant de Dret.
El 1986 va passar a la televisió, després d'aprovar les oposicions, i es va incorporar a Euskal Irrati Telebista (EITB) on va ser presentadora i editora de l'informatiu Gaur Egun fins a 2009. També ha estat presentadora i directora de programes en diversos comicis, a més de conduir els programes d'informació i debat Ados?, Gau-on i Azpimarra, a ETB 1.
En premsa escrita, Iriarte és col·laboradora habitual de Zazpika (el dominical de Gara) i ha escrit columnes a Egunkaria, Berria, Noticias de Gipuzkoa i Deia.

### Trajectòria política
Iriarte ha estat compromesa al llarg de la seva trajectòria en nombroses iniciatives polítiques i socials relacionades amb la pau al País Basc i la igualtat de gènere.
Va denunciar sumaris com el 35/02 de les herriko tavernes, i en 2006 va col·laborar amb Ahotsak, la iniciativa de desenes de dones de diverses sensibilitats polítiques a favor de la pau.
El 2014 va ser una de les primeres persones mediàtiques basques a donar el seu suport i anunciar la participació en la cadena humana a favor del dret a decidir organitzada per Gure Esku Dago.
El març de 2015 va ser l'encarregada de presentar l'acte de comiat que Lokarri va celebrar a Bilbao.
El 13 de d'agost de 2016 va passar a la política sense afiliació prèvia a cap partit, i va ser presentada oficialment com a candidata per a les eleccions autonòmiques basques del 25 de setembre en el lloc número dos de la llista EH Bildu per la cincumscripció de Guipúscoa que encapçalava Arnaldo Otegi. Després de la decisió de la Junta Electoral, avalada pel Tribunal Constitucional, de retirar a Otegi de les llistes a causa de la seva inhabilitació, va passar a encapçalar-la Iriarte.

## Premis i reconeixements
- 1990, Premi Argia.
- 1993, Premi Emakunde.
- 1999, Premi Iparraguirre.
- 2013, Premi Argia.

## Televisió
- Ados (ETB 1)
- Euskadi zuzenean (ETB 1)
- Gaur egun (ETB 1)
- Azpimarra (ETB 1)